# Chiesa di Santa Croce (Montalcino)
La chiesa di Santa Croce è un edificio sacro che si trova a Montalcino.

## Descrizione
Fu ricostruita sui resti di un antico oratorio; la chiesa ospitava infatti un'antica compagnia laicale trecentesca soppressa nel 1785; fu abbandonata fino al 1872, quando fu restaurata e riaperta al culto. In tale occasione il Municipio di Montalcino donò alla chiesa l'immagine ad affresco della Madonna della Provvidenza (primo quarto del XVI secolo), collegabile per affinità stilistiche alla maniera di Bernardino Fungai.